# Histoires pour les petits

Histoires pour les petits est un magazine français pour enfants, édité par Milan Presse, filiale du groupe Bayard Presse.